# Марко Феррері
Марко Ферре́рі (італ. Marco Ferreri; нар. 15 травня 1928, Мілан, Італія — 9 травня 1997, Париж, Франція) — італійський кінорежисер, сценарист і актор.

## Біографія та творчість
Марко Феррері народився 11 травня 1928 року в Мілані, Італія. Отримавши освіту ветеринара, займався торгівлею і рекламою спиртних напоїв. Працюючи над рекламними кінороликами, він захопився кінематографом. Після навчання в Римському експериментальному кіноцентрі Феррері на початку 1950-х років працював на італійських кіностудіях помічником і асистентом режисера Альберто Латтуади у роботі над фільмом «Шинель» (1952); разом з Ріккардо Гіоне та Чезаре Дзаваттіні брав участь в створенні фільмів «Кохання у місті», «Жінки і солдати», «Пляж», в яких грав невеликі ролі, писав сценарії та був виконавчим продюсером. Співпрацював з Чезаре Дзаваттіні над його проектом «Документальний щотижневик».
У 1956 Марко Феррарі переїхав до Іспанії, де познайомився з письменником-сатириком Рафаелем Асконою, який став його постійним сценаристом. Разом з Р. Аскою Феррері зняв кілька успішних стрічок: дебютний фільм «Квартирка» (1957), «Хлопчаки» (1959) та «Інвалідний візок» (1960, Приз ФІПРЕССІ на МКФ у Венеції, 1960). Всі ці роботи були зняті як соціальна сатира на франкістську Іспанію в стилістиці «чорного гумору».
Повернувшись до Італію у 1961-му році, Марко Феррері продовжив розвивати улюблений жанр і тематику. У знятих на батьківщині фільмах «Королева бджіл» («Сучасна історія», 1962), «Жінка-мавпа» (1963), «Діллінджер мертвий» (1968) та «Аудієнція» (1972) режисер з сарказмом та іронією піддав критиці основні соціальні інститути церкви, шлюбу та сім'ї. У 1968 році зіграв роль Ганса Гюнтера у близькому йому по духу фільмі П'єра Паоло Пазоліні «Свинарник».
У 1973-у році Марко Феррері зняв найскандальніший свій фільм «Велике жрання», в якому у формі відкритого гротеску передрікав загибель сучасному споживацькому суспільству. У фільмі «Прощавай, самець» (1978), програмному творі автора, в улюбленій ним формі футурологічної філософської притчі відобразив занепад сучасної цивілізації, що залишилася без чоловічого, творчого начала.
Фільм Марко Феррері 1979 року «Прошу притулку» було відзачено Спеціальним призом журі — «Срібним ведмедем» 30-го Берлінського кінофестивалю.
На початку 1980-х років Марко Феррері звернувся до теми взаємовідносин художника і суспільства, знявши фільм «Історія звичайного безумства» (1981), за який отримав італійську національну кінопремію «Давид ді Донателло» як найкращий режисер. У стрічках 1980-х років «Історія П'єри» (1983) та «Майбутнє — це жінка» (1984) режисером послідовно затверджується пріоритет жіночого начала у сучасному світі.
У 1991 році Феррері поставив стрічку «Будинок посмішок» яка перемогла в основіній конкурсній програмі 41-го Берлінського кінофестивалю, отримавши головний приз — «Золотого ведмедя». Два роки потому ще один фільм режисера, «Щоденник маніяка», було номіновано на «Золотого ведмедя» 43-го Берлінаре, але нагороди цього разу він не отримав.
Останнім фільмом режисера став «Нітрат срібла» (1996), у якому немов передчуваючи швидку смерть, Феррері освідчився в коханні до кінематографу, до його зірок та натовпів глядачів, які щодня по всьому світу заповнюють кінозали.
Помер Марко Феррері 9 травня 1997 року у Парижі від серцевого нападу.

## Фільмографія
Режисер
| Рік  | Українська назва              | Оригінальна назва                 | Примітки                           |
| ---- | ----------------------------- | --------------------------------- | ---------------------------------- |
| 1959 | Квартира                      | El pisito                         |                                    |
| 1959 | Хлопчаки                      | Los chicos                        |                                    |
| 1960 | Інвалідний візок              | El cochecito                      |                                    |
| 1961 | Італійки і кохання            | Le Italiane e l'amore             | (новела «Подружня невірність»)     |
| 1963 | Королева бджіл                | Una storia moderna: l'ape regina' |                                    |
| 1964 | Жінка-мавпа                   | La donna scimmia                  |                                    |
| 1964 | Контросессо                   | Controsesso                       | (новела «Професор»)                |
| 1965 | Сьогодні, завтра, післязавтра | Oggi, domani, dopodomani          | (новела «Людина з п'ятьма кулями») |
| 1966 | Весільний марш                | Marcia nuziale                    |                                    |
| 1967 | Гарем                         | L'Harem'                          |                                    |
| 1969 | Диллінджер мертвий            | Dillinger è morto                 |                                    |
| 1969 | Сім'я людське                 | Il seme dell'uomo                 |                                    |
| 1971 | Аудієнція                     | L'Udienza'                        |                                    |
| 1972 | Сука                          | La cagna                          |                                    |
| 1973 | Велике жрання                 | La grande abuffata                |                                    |
| 1974 | Не чіпайте білу жінку!        | Touche pas à la femme blanche     |                                    |
| 1976 | Остання жінка                 | La dernière femme                 |                                    |
| 1978 | Прощавай, самцю               | Ciao maschio                      |                                    |
| 1979 | Прошу притулку                | Chiedo asilo                      |                                    |
| 1981 | Історія звичайного безумства  | Storie di ordinaria follia        |                                    |
| 1983 | Історія П'єри                 | Storia di Piera                   |                                    |
| 1984 | Майбутнє — це жінка           | Il Futuro è donna                 |                                    |
| 1986 | Я кохаю тебе                  | I Love You                        |                                    |
| 1988 | Ах, які чудові ці білі!       | Come sono buoni i bianchi         |                                    |
| 1988 | Будинок посмішок              | La casa del sorriso               |                                    |
| 1988 | Бенкет                        | Le banquet                        |                                    |
| 1991 | Плоть                         | La carne                          |                                    |
| 1993 | Щоденник маніяка              | Diario di un vizio                |                                    |
| 1997 | Нітрат срібла                 | Nitrato d'argento                 |                                    |

## Визнання
| Рік                                               | Категорія                                      | Фільм                                                       | Результат |
| ------------------------------------------------- | ---------------------------------------------- | ----------------------------------------------------------- | --------- |
| Венеційський кінофестиваль                        |                                                |                                                             |           |
| 1960                                              | Приз ФІПРЕССІ                                  | Інвалідний візок                                            | Перемога  |
| 1984                                              | Золотий лев                                    | Жінка-мавпа                                                 | Номінація |
| 1992                                              | Приз П'єтро Б'янкі                             | Приз П'єтро Б'янкі                                          | Перемога  |
| Премія Сан Жорді                                  |                                                |                                                             |           |
| 1961                                              | Найкращий фільм                                | Інвалідний візок                                            | Перемога  |
| Каннський кінофестиваль                           |                                                |                                                             |           |
| 1963                                              | Золота пальмова гілка                          | Королева бджіл                                              | Номінація |
| 1964                                              | Золота пальмова гілка                          | Жінка-мавпа                                                 | Номінація |
| 1969                                              | Золота пальмова гілка                          | Диллінджер мертвий                                          | Номінація |
| 1973                                              | Золота пальмова гілка                          | Велике жрання                                               | Номінація |
| 1973                                              | Приз ФІПРЕССІ                                  | Велике жрання                                               | Перемога  |
| 1978                                              | Золота пальмова гілка                          | Прощавай, самцю                                             | Номінація |
| 1978                                              | Приз ФІПРЕССІ                                  | Прощавай, самцю                                             | Перемога  |
| 1983                                              | Золота пальмова гілка                          | Історія П'єри                                               | Номінація |
| 1986                                              | Золота пальмова гілка                          | Я кохаю тебе                                                | Номінація |
| 1991                                              | Золота пальмова гілка                          | Плоть                                                       | Номінація |
| Італійський національний синдикат кіножурналістів |                                                |                                                             |           |
| 1965                                              | Срібна стрічка за найкращий оригінальний сюжет | Жінка-мавпа                                                 | Перемога  |
| 1970                                              | Срібна стрічка за найкращий оригінальний сюжет | Диллінджер мертвий                                          | Перемога  |
| 1970                                              | Срібна стрічка найкращому режисеру             | марко Феррері                                               | Номінація |
| 1977                                              | Срібна стрічка за найкращий оригінальний сюжет | Остання жінка                                               | Перемога  |
| 1977                                              | Найкращий оригінальний сценарій                | Остання жінка                                               | Номінація |
| 1977                                              | Найкраща режисерська робота                    | Остання жінка                                               | Номінація |
| 1982                                              | Срібна стрічка найкращому режисеру             | Історія звичайного безумства                                | Перемога  |
| Берлінський міжнародний кінофестиваль             |                                                |                                                             |           |
| 1972                                              | Золотий ведмідь                                | Аудієнція                                                   | Номінація |
| 1972                                              | Приз ФІПРЕССІ                                  | Аудієнція                                                   | Перемога  |
| 1980                                              | Золотий ведмідь                                | Прошу притулку                                              | Номінація |
| 1980                                              | Спеціальний Приз журі — «Срібний ведмідь»      | Прошу притулку                                              | Перемога  |
| 1991                                              | Золотий ведмідь                                | Будинок посмішок                                            | Номінація |
| 1993                                              | Золотий ведмідь                                | Щоденник маніяка                                            | Номінація |
| Золотий кубок, Італія                             |                                                |                                                             |           |
| 1972                                              | Найкращий режисер                              | Аудієнція                                                   | Перемога  |
| 1982                                              | Найкращий режисер                              | Історія звичайного безумства                                | Перемога  |
| Міжнародний кінофестиваль у Сан-Себастьяні        |                                                |                                                             |           |
| 1981                                              | Приз ФІПРЕССІ                                  | Історія звичайного безумства                                | Перемога  |
| Премія Давид ді Донателло                         |                                                |                                                             |           |
| 1982                                              | Найкращий режисер                              | Історія звичайного безумства                                | Перемога  |
| 1982                                              | Найкращий сценарій (разом з Серджо Амідеї)     | Історія звичайного безумства                                | Перемога  |
| 1991                                              | Найкращий сценарій                             | Будинок посмішок (разом з Лілліан Бетті та Антоніно Моріно) | Номінація |